# USS Barry (DD-248)
USS Barry (DD-248) là một tàu khu trục lớp Clemson được Hải quân Hoa Kỳ chế tạo vào cuối Chiến tranh Thế giới thứ nhất, đã tiếp tục phục vụ trong Chiến tranh Thế giới thứ Hai, được cải biến thành tàu vận chuyển cao tốc APD-29, và đã hoạt động cho đến khi bị máy bay kamikaze Nhật Bản đánh hỏng tại Okinawa vào tháng 6 năm 1945. Nó là chiếc tàu chiến thứ hai của Hải quân Hoa Kỳ được đặt tên theo Thiếu tướng Hải quân John Barry.

## Thiết kế và chế tạo
Barry được đặt lườn vào ngày 26 tháng 7 năm 1919 tại xưởng tàu của hãng New York Shipbuilding Co. ở Camden, New Jersey. Nó được hạ thủy vào ngày 28 tháng 10 năm 1920, được đỡ đầu bởi bà Shelton E. Martin, một hậu duệ của Thiếu tướng Barry; và được đưa ra hoạt động với một nửa biên chế vào ngày 28 tháng 12 năm 1920 dưới quyền chỉ huy của Hạm trưởng, Trung úy Hải quân A. H. Bamberger.

## Lịch sử hoạt động

### Giữa hai cuộc thế chiến
Barry được giữ trong biên chế dự bị cho đến ngày 15 tháng 11 năm 1921, khi nó được nhập biên chế đầy đủ và trình diện để hoạt động cùng Hạm đội Đại Tây Dương. Vào tháng 10 năm 1922, nó rời Hampton Roads, Virginia để đi sang khu vực Địa Trung Hải, nơi nó phục vụ cùng Lực lượng Hải quân Hoa Kỳ tại vùng biển Thổ Nhĩ Kỳ cho đến tháng 7 năm 1923. Quay trở về vùng bờ Đông Hoa Kỳ vào ngày 10 tháng 8 năm 1923, nó gia nhập Hải đội Khu trục 14 trực thuộc Hạm đội Tuần tiễu. Vào cuối tháng 8 và tháng 9, nó phục vụ như cột mốc dẫn đường tại Đại Tây Dương cho chuyến bay vòng quanh thế giới của máy bay thuộc Lục quân Hoa Kỳ, đã đặt căn cứ giữa Labrador và Nova Scotia, Canada. Khi một trong số các máy bay Lục quân bị rơi do trục trặc động cơ, nó đã chở các phi công đến Pictou, Nova Scotia, nơi họ lên một máy bay thay thế để tiếp tục chuyến bay đến Seattle, ngang qua Boston và băng ngang lục địa Hoa Kỳ.
Vào đầu năm 1925, Barry băng qua kênh đào Panama để tham gia cùng Hạm đội Chiến trận trong việc cơ động tại khu vực Thái Bình Dương. Nó quay trở về vùng bờ Đông vào tháng 7 năm 1925, và tiến hành các hoạt động thường xuyên cùng Hạm đội Tuần tiễu cho đến tháng 2 năm 1932, khi nó quay trở lại khu vực Thái Bình Dương để thực hành cơ động hạm đội. Sau khi hoàn tất, nó quay trở lại khu vực Đại Tây Dương, và được đưa về Hải đội Khu trục Dự bị Luân phiên 19 tại Norfolk vào ngày 20 tháng 12 năm 1932. Nó nhập biên chế đầy đủ trở lại tại Horfolk vào ngày 20 tháng 6 năm 1933, và đến ngày 1 tháng 7 đã lên đường đi San Diego để gia nhập Đội khu trục 7 trực thuộc Lực lượng Tuần tiễu. Nó phục vụ cùng Lực lượng Tuần tiễu cho đến tháng 5 năm 1936, khi nó quay lại khu vực Đại Tây Dương, và trong một thời gian ngắn phục vụ như là soái hạm của Đội khu trục 8. Vào cuối năm 1936, nó quay trở lại khu vực Thái Bình Dương, gia nhập Đội khu trục 22 thuộc Lực lượng Chiến trận. Từ tháng 1 đến tháng 4 năm 1938, nó hoạt động tại vùng biển Hawaii, và đến ngày 21 tháng 5 năm 1938 nó được điều sang Đội khu trục 21 tại Đại Tây Dương.

### Thế Chiến II
Barry gia nhập Đội khu trục 67 tại vùng kênh đào Panama vào ngày 18 tháng 10 năm 1940. Vẫn đang hoạt động tại đây khi Hoa Kỳ tham gia Chiến tranh Thế giới thứ hai, nó được phân nhiệm vụ hộ tống và tuần tra chống tàu ngầm đối phó với tàu ngầm U-boat Đức tại Đại Tây Dương. Vào đầu năm 1942, nó hoạt động tại vùng biển Caribe hộ tống các đoàn tàu vận tải đi lại giữa vịnh Guantánamo, Cuba và Panama; cũng như từ Curaçao và Trinidad. Cho đến hết năm đó và đến giữa năm 1943 nó làm nhiệm vụ hộ tống vận tải tại khu vực Nam Đại Tây Dương, hoạt động từ Trinidad.
Từ tháng 7 đến tháng 11 năm 1943, Barry phục vụ như một đơn vị của Đội đặc nhiệm 21.14, một đội tuần tra tìm-diệt tàu ngầm hoạt động dọc theo các tuyến hàng hải Bắc Đại Tây Dương. Đội đặc nhiệm đã tiến hành hai đợt càn quét, từ 30 tháng 7 đến 10 tháng 9 và từ 28 tháng 9 đến 8 tháng 11, trong đó máy bay từ tàu sân bay hộ tống Card đã đánh chìm ít nhất tám tàu ngầm đối phương. Barry và Goff đã cứu vớt những người sống sót từ chiếc tàu chị em Borie, khi chiếc này bị đắm do hư hại nặng vào ngày 1 tháng 11 sau khi húc chìm tàu ngầm Đức U-405.
Barry trải qua một đợt cải biến thành một tàu vận chuyển cao tốc tại Xưởng hải quân Charleston từ ngày 31 tháng 12 đến ngày 17 tháng 2 năm 1944, và được xếp lại lớp với ký hiệu lườn mới APD-29 vào ngày 15 tháng 1 năm 1944. Nó rời vùng bờ Đông vào ngày 13 tháng 4 để đi Mers-el-Kebir, Algérie, đến nơi vào ngày 30 tháng 4. Việc huấn luyện thực hành đổ bộ được thực hiện cho đến ngày 14 tháng 8, khi nó lên đường tham gia chiến dịch tấn công vào miền Nam nước Pháp. Từ ngày 15 đến ngày 20 tháng 8 năm 1944, nó cho đổ bộ binh lính lên quần đảo Levant và Port Cros cũng như lên chính đất liền Pháp. Từ tháng 8 đến tháng 12 năm 1944, nó làm nhiệm vụ hộ tống vận tải tại khu vực Tây Địa Trung Hải, rồi quay trở về Hoa Kỳ, về đến Norfolk vào ngày 23 tháng 12. Sau một đợt sửa chữa ngắn, nó đi sang khu vực Thái Bình Dương, và đi đến Trân Châu Cảng vào ngày 24 tháng 3 năm 1945. Sau khi được huấn luyện tại quần đảo Hawaii, nó đi đến ngoài khơi Okinawa vào ngày 16 tháng 5, và làm nhiệm vụ tuần tra và hộ tống trong chiến dịch chiếm đóng đảo này.
Vào ngày 25 tháng 5, lúc 13 giờ 00, Barry bị hai máy bay kamikaze tấn công đang lúc tuần tra cách 35 mi (56 km) về phía Tây Bắc Okinawa. Một chiếc đã bị bắn rơi, nhưng chiếc kia vượt qua được lưới hỏa lực phòng không và đâm trúng Barry bên dưới cầu tàu. Hai mươi tám thành viên thủy thủ đoàn đã bị thương do mảnh đạn. Vụ nổ do xăng và bom của chiếc máy bay đã làm bốc cháy dầu đốt từ các thùng nhiên liệu bị vỡ của chiếc tàu khu trục, và đám cháy đe dọa làm nổ hầm đạn vốn không thể làm ngập nước. Lúc 13 giờ 40 phút, hạm trưởng ra lệnh bỏ tàu, và mọi người thoát được an toàn nhờ các xuồng và bè cứu sinh. Đến 15 giờ 00, nước ngập đến ngang hầm đạn làm giảm nguy cơ nổ, và một thành phần thủy thủ đoàn cốt lõi hợp cùng các nhóm của Sims và Roper trở lại tàu, và đám cháy cuối cùng được dập tắt lúc 06 giờ 30 phút ngày hôm sau.
Barry được kéo đến nơi neo đậu tại Kerama Retto vào ngày 28 tháng 5. Nó được cho là bị thiệt hại quá mức có thể sửa chữa hay cứu vớt; và sau khi được tháo dỡ mọi thứ sử dụng được, nó được cho ngừng hoạt động vào ngày 21 tháng 6 năm 1945. Cuối ngày hôm đó, nó được cho kéo từ cảng Kerama Retto để sử dụng như một mồi nhữ những chiếc kamikaze. Đang khi được kéo, nó lại bị tấn công và bị đánh chìm cùng với con tàu hộ tống nó, chiếc LSM-59.

## Phần thưởng
Barry được tặng thưởng danh hiệu Đơn vị Tuyên dương Tổng thống cùng bốn Ngôi sao Chiến trận do thành tích phục vụ trong Chiến tranh Thế giới thứ hai.